# Saulueg
Saulueg (bairisch-österreichisch Sauluag ausgesprochen) ist ein Ort mit 52 Einwohnern (Stand 1. Jänner 2024) der Marktgemeinde Kundl im Bezirk Kufstein, Tirol (Österreich). Der Ort liegt im Gerichtsbezirk Rattenberg.

## Geografie
Saulueg liegt auf einem Bergrücken.

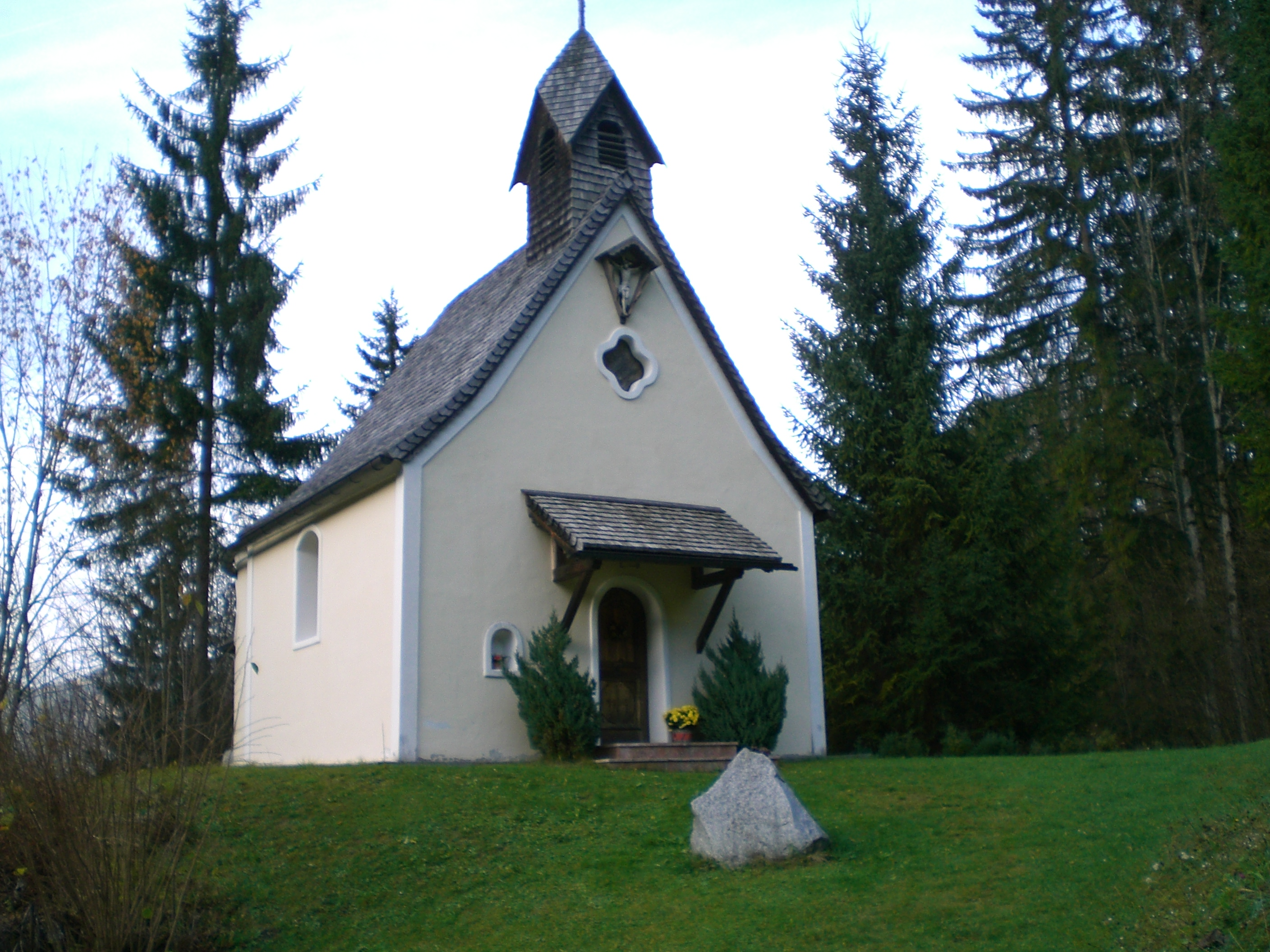
Sauluegkapelle

Beim Fürsten, Wigl, Ed, Grub, Distelberg, Ending, Biandachwald, der hintere Kundlerwald, Taxenthalwald bis zur Wildschönauer Achen und Witberg gehören zu Saulueg.

## Verkehrsanbindung
Der Ortsteil ist durch einen ca. 3 km langen Stichweg aus Kundl erreichbar.

## Touristik
Am Ortsteil führen einige Wander- und Mountbiketouren vorbei.